# Вишня колокольчатая
Ви́шня колоко́льчатая (лат. Prúnus campanuláta) — вид двудольных цветковых растений, включённый в род Слива (Prunus) семейства Розовые (Rosaceae). Примечательна тем, что цветки этой вишни обладают наиболее тёмным красно-розовым цветом из всех встречающихся в природе видов.

## Ботаническое описание

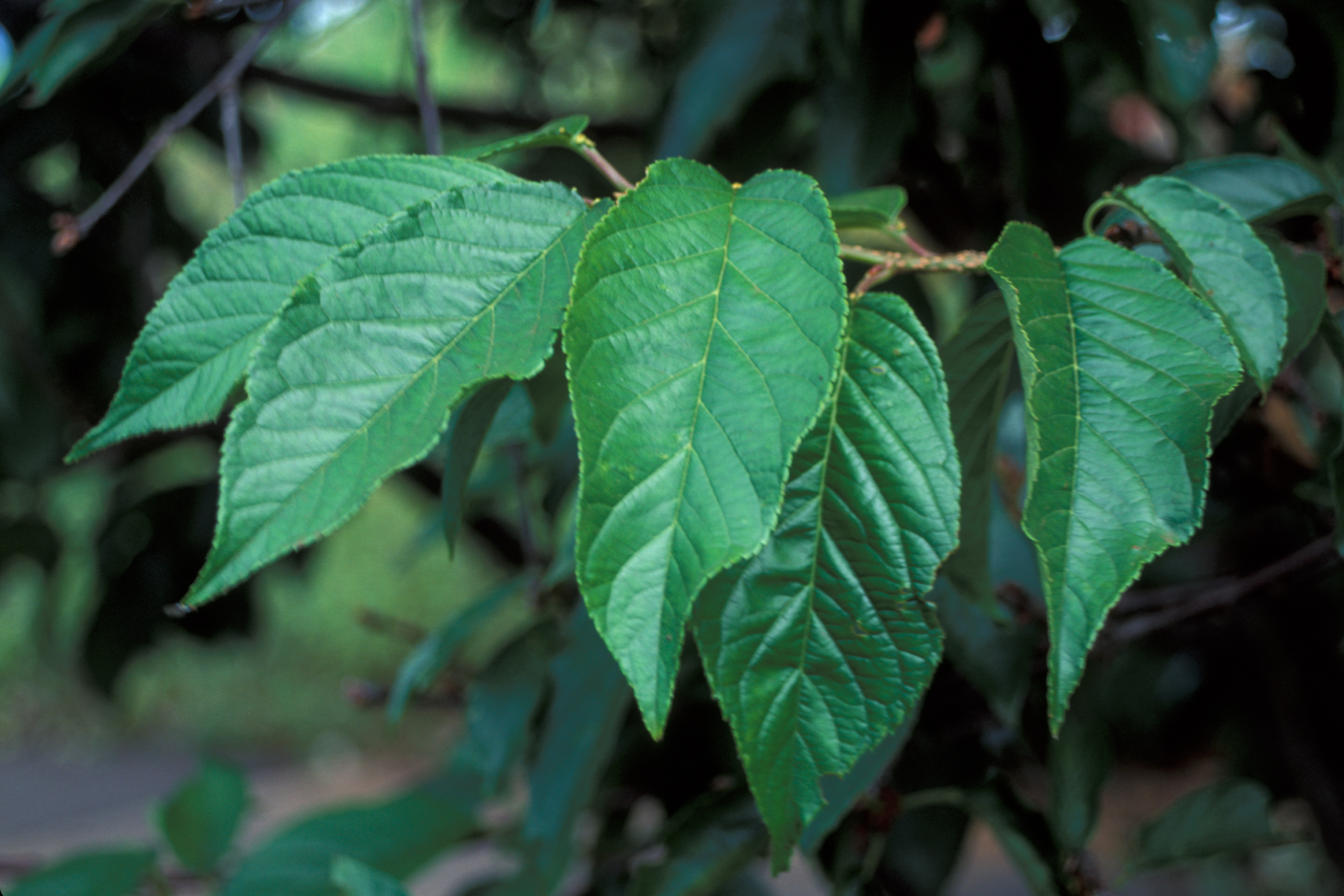
Листья вишни

Вишня колокольчатая — листопадный кустарник или, чаще, небольшое дерево, обычно не превышающее 6—10 м в высоту.
Листья в очертании яйцевидные, обратнояйцевидные или эллиптические, с дважды- или, реже, единожды-зубчатым краем, 7—12 см длиной и 3,5—5 см шириной, голые.
Цветки ярко-розовые или красные, поникшие, колокольчатые, до конца не раскрывающиеся, одиночные или в соцветиях по 2—3, до 2 см в диаметре. Чашечка розово-сиреневая. Распускаются до появления листьев, в естественных условиях — в феврале—марте.
Плод — яйцевидная костянка до 1,5 см в диаметре тёмно-красного цвета. Съедобна, обладает кисло-сладким вкусом.

## Ареал
Родина вишни колокольчатой — острова Рюкю и Тайвань. В Новой Зеландии считается инвазивным видом в регионе Нортленд. Запрещено распространение как самих растений, так и семян и других его частей, в том числе перемешанных с почвой.

## Таксономия
|  |                                      |  |                                                         |                                                         |                   |  | ещё 8 семейств (согласно Системе APG III) | ещё 8 семейств (согласно Системе APG III) |               |  |  |  | подроды Миндаль, Слива и Emplectocladus | подроды Миндаль, Слива и Emplectocladus |  |  |
|  |                                      |  |                                                         |                                                         |                   |  | ещё 8 семейств (согласно Системе APG III) | ещё 8 семейств (согласно Системе APG III) |               |  |  |  | подроды Миндаль, Слива и Emplectocladus | подроды Миндаль, Слива и Emplectocladus |  |  |
|  |                                      |  |                                                         | порядок Розоцветные                                     |                   |  |                                           |                                           | род Слива     |  |  |  |                                         | вид Вишня колокольчатая                 |  |  |
|  |                                      |  |                                                         | порядок Розоцветные                                     |                   |  |                                           |                                           | род Слива     |  |  |  |                                         | вид Вишня колокольчатая                 |  |  |
|  | отдел Цветковые, или Покрытосеменные |  |                                                         |                                                         | семейство Розовые |  |                                           |                                           | подрод Вишня  |  |  |  |                                         |                                         |  |  |
|  | отдел Цветковые, или Покрытосеменные |  |                                                         |                                                         |                   |  |                                           |                                           |               |  |  |  |                                         |                                         |  |  |
|  |                                      |  | ещё 58 порядков цветковых растений (по Системе APG III) | ещё 58 порядков цветковых растений (по Системе APG III) |                   |  |                                           | ещё 108 родов                             | ещё 108 родов |  |  |  | ещё 68 видов                            |                                         |  |  |
|  |                                      |  |                                                         | ещё 58 порядков цветковых растений (по Системе APG III) |                   |  |                                           |                                           | ещё 108 родов |  |  |  |                                         |                                         |  |  |

### Синонимы
- Cerasus campanulata (Maxim.) Maxim. & S.Suzuki, 1933
- Cerasus campanulata (Maxim.)  A.V.Vassiljeva, 1957
- Cerasus cerasoides var. campanulata (Maxim.) X.R.Wang & C.B.Shang, 1998
- Prunus cerasoides auct.
- Prunus cerasoides var. campanulata (Maxim.) Koidz., 1910
- Prunus puddum auct.